# ضاحية حرستا
ضاحية حرستا في محافظة دمشق. بلغ عدد سكانها 9858 نسمة عام 2004.